# IC 4538
IC 4538 — галактика типу SBc () у сузір'ї Терези.
Цей об'єкт міститься в оригінальній редакції індексного каталогу.